# シャレオツ/ハロー
「シャレオツ/ハロー」は、SMAPの51枚目のシングル。2013年12月18日にビクターエンタテインメントから発売された。

## 概要
通常盤、初回特典付き通常盤、初回限定盤A、初回限定盤B、サンリオ限定盤の5形態でのリリースとなる。初回限定盤Aには「シャレオツ」のミュージックビデオ、初回限定盤Bは「ハロー」のミュージックビデオを収録したDVDが付属される。通常盤には初回盤未収録の「シャレオツ (JM Remix)」と「ハロー (twinkle ver.)」の表題曲2曲のリミックスバージョンが収録される。サンリオ限定盤はシングル表題曲の一つ「ハロー」がハローキティ40周年記念オフィシャルソングとして使用されていることから、特別仕様の限定盤発売が決定した。 「ハロー」のミュージックビデオを収録したDVDと特典ステッカーが同梱される。 
CDジャケットでは、メンバーがハローキティの顔をあしらった白いスーツを着用。右上部には、 トレードマークであるリボンが「SMAP」の文字で大きくデザインされている。 サンリオ限定盤は全国のサンリオショップ、サンリオピューロランド、ハーモニーランドで販売となる。

## メディアでの使用
「シャレオツ」は、 フジテレビ系ドラマ『独身貴族』主題歌（メンバーの草彅剛が主演）。
「ハロー」は2014年に誕生40周年を迎えるハローキティの40周年記念オフィシャルソングで、サンリオとのコラボレーションとして制作された。関東圏内放送のフジテレビ系ミニ番組『FOR YOU〜伝えたい ありがとう〜』テーマソングとしても使用。作詞・作曲はロックバンド・クリープハイプのメンバー、尾崎世界観が手がけた。SMAPのシングル表題曲で最も短い楽曲。

## チャート成績
2013年12月30日付のオリコン週間シングルチャートで20.8万枚を売り上げ、初登場1位を獲得した。

## 収録曲

### CD

#### 通常盤・初回限定盤A
※は通常盤のみ収録。
1. シャレオツ
作詞:大竹創作, 作曲・編曲:Jeff Miyahara・blackSHEEP
  - 草彅剛主演 フジテレビ系ドラマ『独身貴族』主題歌
2. ハロー
作詞・作曲:尾崎世界観, 編曲:藤谷一郎
  - ハローキティ40周年記念オフィシャルソング
3. シャレオツ (JM Remix)※
  - 今作の1曲目のリミックスバージョン
4. ハロー (twinkle ver.)※
  - 今作の2曲目のアレンジバージョン
5. シャレオツ (back track)
6. ハロー (back track)

#### 初回限定盤B・サンリオ限定盤
1. ハロー
2. シャレオツ
3. ハロー (back track)
4. シャレオツ (back track)

### DVD

#### 初回限定盤A
1. シャレオツ (Music Video)

#### 初回限定盤B・サンリオ限定盤
1. ハロー (Music Video)

## 特典

### 初回限定盤A
- キャンペーン応募シリアルコード1封入

### 初回限定盤B
- キャンペーン応募シリアルコード2封入

### 通常盤初回プレス・通常盤
※は通常盤初回プレスのみ
- 2013 AUTUMN WINTER COLLECTION "SHARE-OTSU" フォトブック（全20ページ）付スリーブケース仕様※
- キャンペーン応募シリアルコード3封入

### サンリオ限定盤
- ジャケットステッカー封入